# Wulatelong
Wulatelong là một chi khủng long, được Xu et al. mô tả khoa học năm 2013.